# Elsa Triolet
Elsa Triolet, née Ella Yourievna Kagan (en russe : Элла Юрьевна Каган) le 12 septembre 1896 (24 septembre dans le calendrier grégorien) à Moscou et morte le 16 juin 1970 à Saint-Arnoult-en-Yvelines, est une femme de lettres et résistante française d'origine russe, née de parents juifs. Première femme à obtenir le prix Goncourt, elle est également connue sous le pseudonyme de Laurent Daniel.

## Biographie

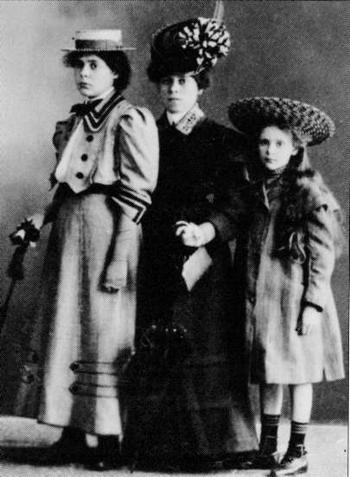
Lilya, Ella Kagan, et leur mère (1906).

Née dans une famille aisée d'intellectuels juifs russes, Ella Kagan (puis Triolet après son premier mariage, nom qu'elle gardera toute sa vie) est la fille d'Elena Yourievna Berman, pianiste de grand talent, et de l'avocat Youri Alexandrovitch Kagan spécialisé dans les contrats d'édition d'artistes et d'écrivains. Elle a une sœur, Lili Kagan, de cinq ans son aînée, qui la fascine mais dont elle est jalouse. Lili Kagan avait été éduquée par sa mère tandis qu'Ella Kagan le fut par une nourrice. Elle écrira à partir de ses souvenirs d'enfance un de ses premiers romans en russe Fraise des bois (Ziemlianika, surnom qu'on lui donnait quand elle était enfant), largement empreint du sentiment de n'être pas aimée.
Elle fait de brillantes études, s'initie au piano, apprend l'allemand auprès de ses parents qui parlent cette langue, ainsi que le français dès l'âge de six ans. Elle termine le lycée avec une « médaille d'or », puis obtient un diplôme d’architecte en juin 1918. Elle voyage en Europe avec sa sœur et sa mère, pour laquelle les arts, et la musique en particulier, tiennent une grande place.
Sa sœur Lili Kagan se joint en 1905 aux révolutionnaires russes dont fait partie son futur époux Ossip Brik. Le couple introduit Ella Kagan dans leur cercle d'amis qui compte notamment Boris Pasternak, Victor Chklovski et le linguiste Roman Jakobson, amoureux d'elle et qui demeurera toujours son ami. En 1911, elle rencontre le poète Vladimir Maïakovski, son premier grand amour. Lors d'une soirée de novembre 1915, Ella Kagan est accompagnée de Maïakovski pour la première fois chez Lili Brik et Ossip Brik. Lili Brik s'amourache alors de Maïakovski et en fait son amant.

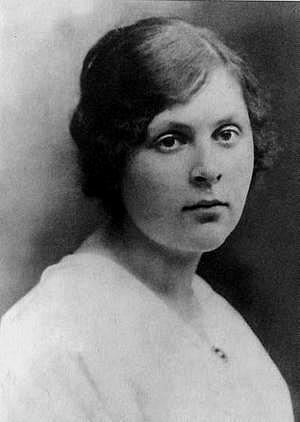
Elsa Triolet (1916).

Après la mort de son père en 1915, elle vit avec sa mère dans des difficultés financières. En 1917, elle rencontre André Triolet, un officier français en poste à Moscou, héritier d'une riche famille de Limoges. Elle quitte la Russie avec lui et l'épouse à Paris (6e) le 20 août 1919. Le couple séjourne à Tahiti pendant un an. Elle qui avait souhaité quitter la Russie de la Révolution, dont elle embrassait les idées, mais détestait les conséquences sur les conditions de vie : guerre civile, misère, famine, etc., se morfond dans l'indolence d'une île où elle cultive la nostalgie de son cher cercle littéraire de Moscou. Malheureuse dans son couple, Elsa Triolet quitte son mari en 1921 mais garde son nom.
Connaissant un temps d'errance, elle va d'abord à Londres, puis à Berlin en 1923 où Victor Chklovski, très épris d'elle et la voyant dépressive, insiste pour qu'elle écrive. Il publie l'échange épistolaire qu'ils ont eu sous le titre de Zoo, lettres qui ne parlent pas d'amour ou la Troisième Héloïse. Ce recueil de lettres est lu par Maxime Gorki qui, ayant particulièrement apprécié les lettres d'Elsa Triolet, demande à la rencontrer. Durant leur entrevue, Gorki encourage la jeune femme à se consacrer à l'écriture.

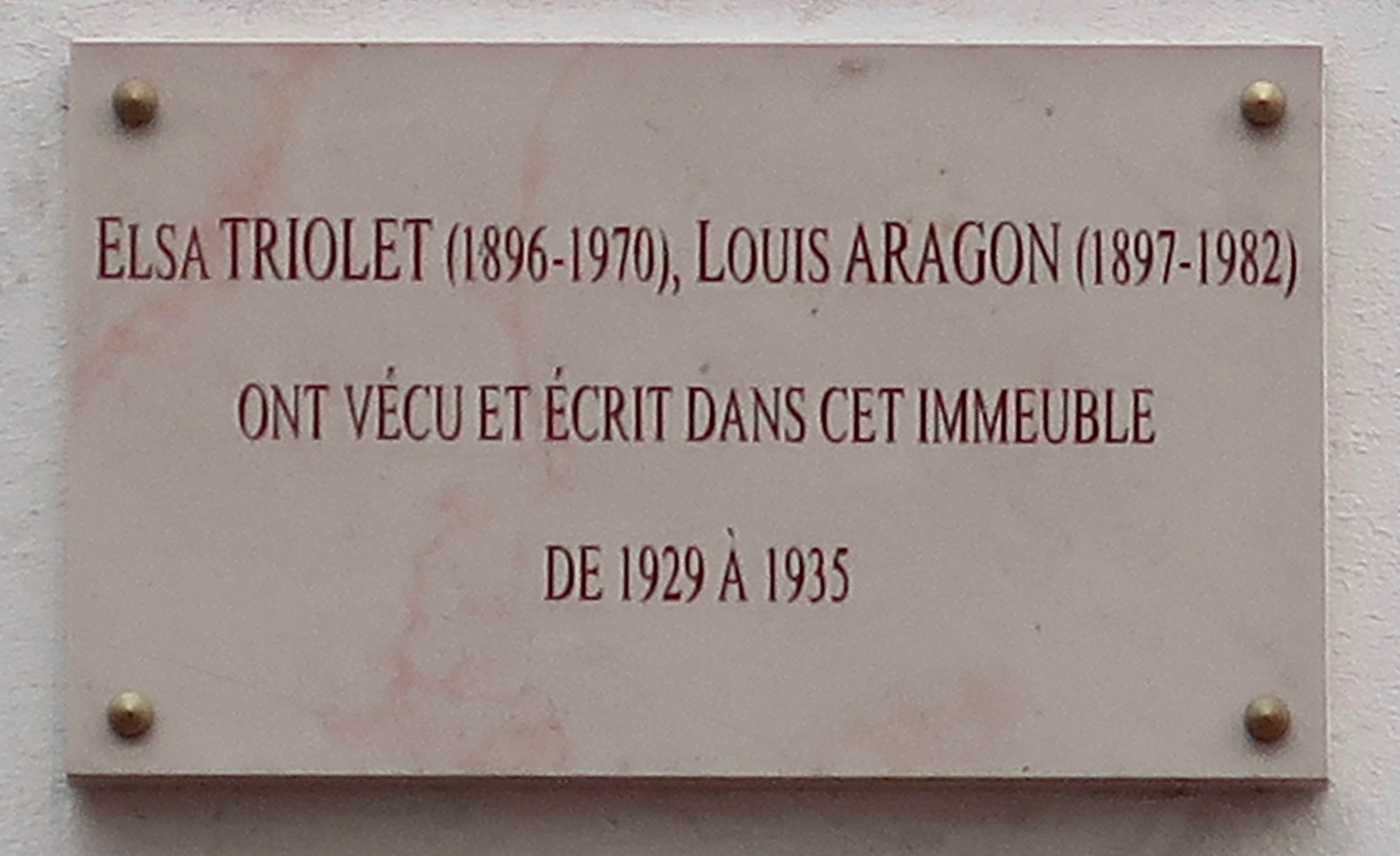
Plaque 5 rue Campagne-Première (14e arrondissement de Paris), où elle vit avec Louis Aragon de 1929 à 1935.

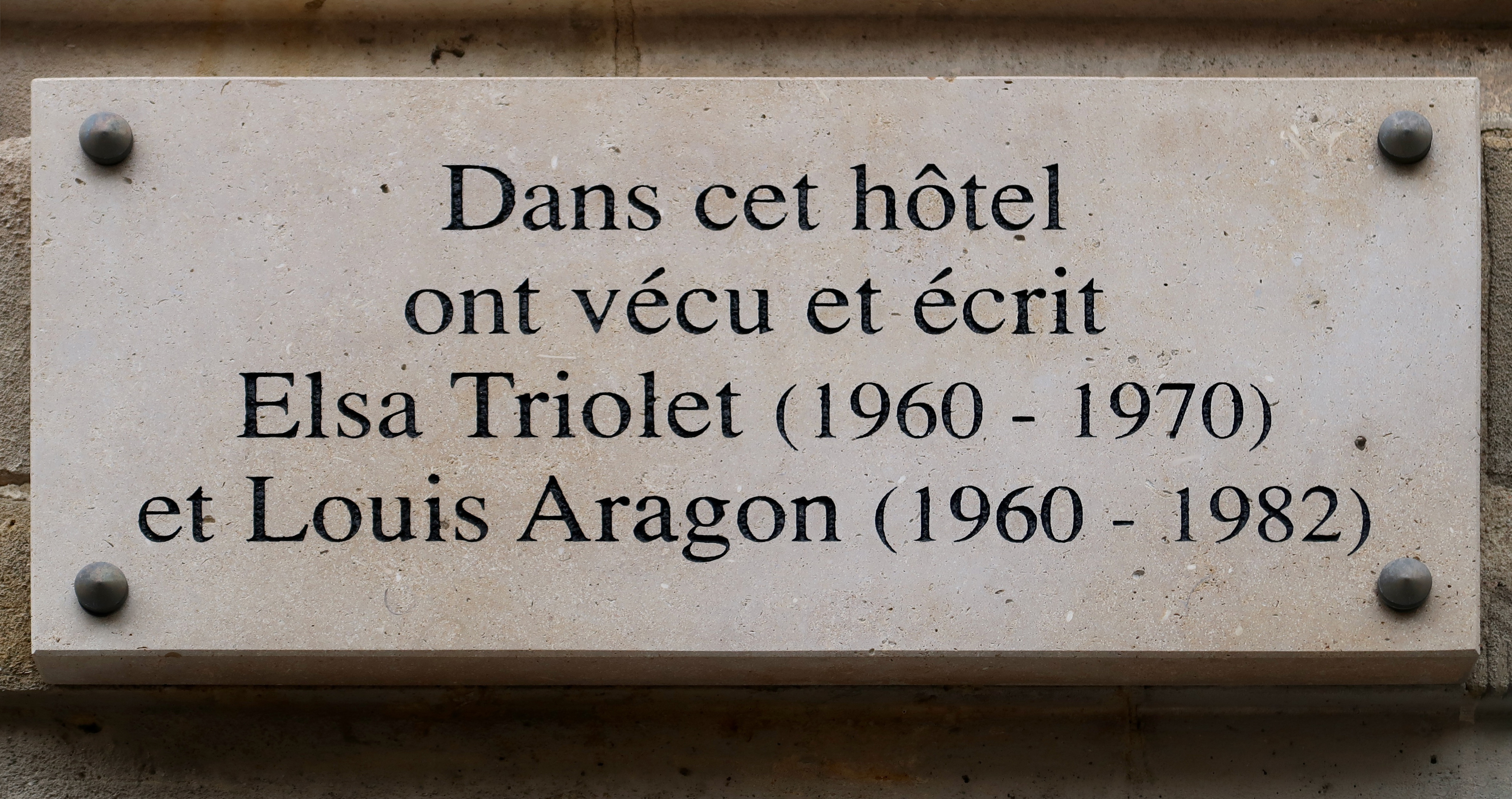
Plaque 56 rue de Varenne (7e arrondissement) où le couple vécut également.

De retour à Paris en 1924, elle loge à l'hôtel au 29 rue Campagne-Première dans le Quartier du Montparnasse où habitent des écrivains surréalistes et des artistes comme Marcel Duchamp, Francis Picabia ou Man Ray. Elle y séjourne par intermittence entre 1923 à 1928. Elle écrit en russe son premier livre À Tahiti (paru à Léningrad en 1925), où elle mène une réflexion sur l'écriture, puis Fraise-des-Bois (Moscou, 1926), en s'inspirant de son journal d'enfance, et Camouflage (Moscou, 1928).
Elle rencontre Louis Aragon en 1928 à Paris, au café La Coupole, fréquenté par beaucoup d'artistes. Il devient l'homme de sa vie, celui par qui elle peut enfin s'enraciner dans la société française. Elle devient sa muse. En 1929-1930, Elsa Triolet crée des colliers pour la haute couture pour subvenir à ses besoins, et écrit des reportages pour des journaux russes.
Les années suivantes, elle traduit en russe des auteurs français : Voyage au bout de la nuit de Louis-Ferdinand Céline, en 1934 ; Les Cloches de Bâle (1937) et Les Beaux Quartiers (1938), les deux premiers romans du cycle Le Monde réel d'Aragon. Elle traduira également, au cours de sa vie, de nombreux auteurs russes en français, dont notamment Tchékhov et Maïakovski. Elle collabore par de nombreux textes au quotidien Ce soir, dirigé par Louis Aragon et Jean-Richard Bloch. En 1937, elle commence à écrire un premier roman en français, Bonsoir Thérèse, publié en 1938 aux éditions Denoël.

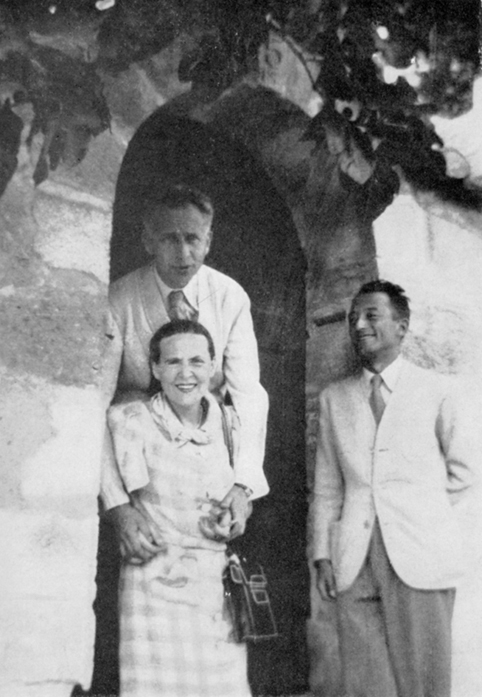
Avec Louis Aragon, chez leur ami Pierre Seghers à Villeneuve-lès-Avignon en 1941.

Elle se marie avec Louis Aragon le 28 février 1939 à Paris (1er) en présence de Pierre Unik et de Georges Sadoul (l'acte dactylographié mentionne « Claude Sadoul », mais la signature du registre est bien de Georges Sadoul). Elle participe avec lui à la Résistance, dans la zone Sud (à Lyon et dans la Drôme notamment) et contribue à faire paraître et à diffuser les journaux La Drôme en armes et Les Étoiles. Elle continue à écrire des nouvelles et le roman Le Cheval blanc. Entrée avec Aragon dans la clandestinité, sa nouvelle Les Amants d'Avignon est publiée aux Éditions de Minuit en octobre 1943 sous le pseudonyme de Laurent Daniel, en hommage à Laurent et Danielle Casanova,. Cette nouvelle et trois autres sont réunies sous le titre Le premier accroc coûte deux cents francs (phrase qui annonçait le débarquement en Provence) et obtiennent le prix Goncourt 1945 au titre de l'année 1944. Elsa Triolet est ainsi la première femme à obtenir ce prix littéraire,.
Après la guerre, elle participe au Congrès de l'Union des Femmes françaises et milite en faveur de la paix et d'une littérature française progressiste. Elle rassemble alors toutes ses conférences sous la forme du livre L’Écrivain et le livre en 1948.
Elle assiste en 1946 au procès de Nuremberg sur lequel elle écrit un reportage dans Les Lettres françaises. Pour cette revue, elle assure la rubrique théâtrale d'octobre 1948 à décembre 1951 ; ces articles sont rassemblés et publiés chez Gallimard en 1981, sous le titre Chroniques théâtrales.
En 1949 elle entame l'écriture du scénario du film Normandie-Niémen basé sur le récit de la lutte entre les aviateurs français et les allemands sur le sol soviétique. Repris dix ans plus tard, le scénario et les dialogues ont été signés par Charles Spaak, Elsa Triolet et Constantin Simonov. Le film fut réalisé par Jean Dréville et distribué en février 1960.
La période de la guerre lui inspire aussi le roman L’Inspecteur des ruines, puis la menace atomique, au temps de la guerre froide, Le Cheval roux. Appartenant au comité directeur du Comité national des écrivains (CNE), elle s’attache à promouvoir la lecture et la vente de livres dans les années 1950 et participe activement à un mouvement lancé par le Parti communiste français en 1950-52, « Les Batailles du livre ». 
Elle voyage beaucoup dans les pays socialistes avec Aragon et, bien que critique à l'égard du stalinisme et indignée par l'antisémitisme qui sévit en URSS en 1952, touchant également sa sœur, elle ne fait pas de déclaration publique. Elle exprime sa critique du régime dans le roman Le Monument paru en 1957. Elle démissionne la même année du comité directeur du CNE, puis écrit les trois romans du cycle L’Âge de nylon. Elle intervient activement en 1963 pour faire traduire et paraître en France le récit d’Alexandre Soljenitsyne Une journée d'Ivan Denissovitch. La façon dont la biographie de Vladimir Maïakovski était falsifiée en Union soviétique est une des raisons qui l’entraîne à écrire les romans Le Grand Jamais (1965) et Écoutez-voir (1968).
En 1965, elle préface le premier livre de Dominique Oriata Tron, Stéréophonies, publié par Pierre Seghers. En 1966, Agnès Varda réalise un court métrage documentaire, Elsa la rose, sur son histoire d'amour avec Louis Aragon.
Après avoir publié La Mise en mots (1969) et Le Rossignol se tait à l'aube (1970), Elsa Triolet meurt d'un malaise cardiaque le 16 juin 1970 dans la propriété qu'elle possède avec Louis Aragon, le Moulin de Villeneuve, à Saint-Arnoult-en-Yvelines. Le calendrier accroché dans la maison affiche toujours cette date, Louis Aragon ayant symboliquement cessé de compter les jours après la mort de son aimée. Cet acte rappelle les vers de leur ami Paul Éluard après la mort de l'être aimé.

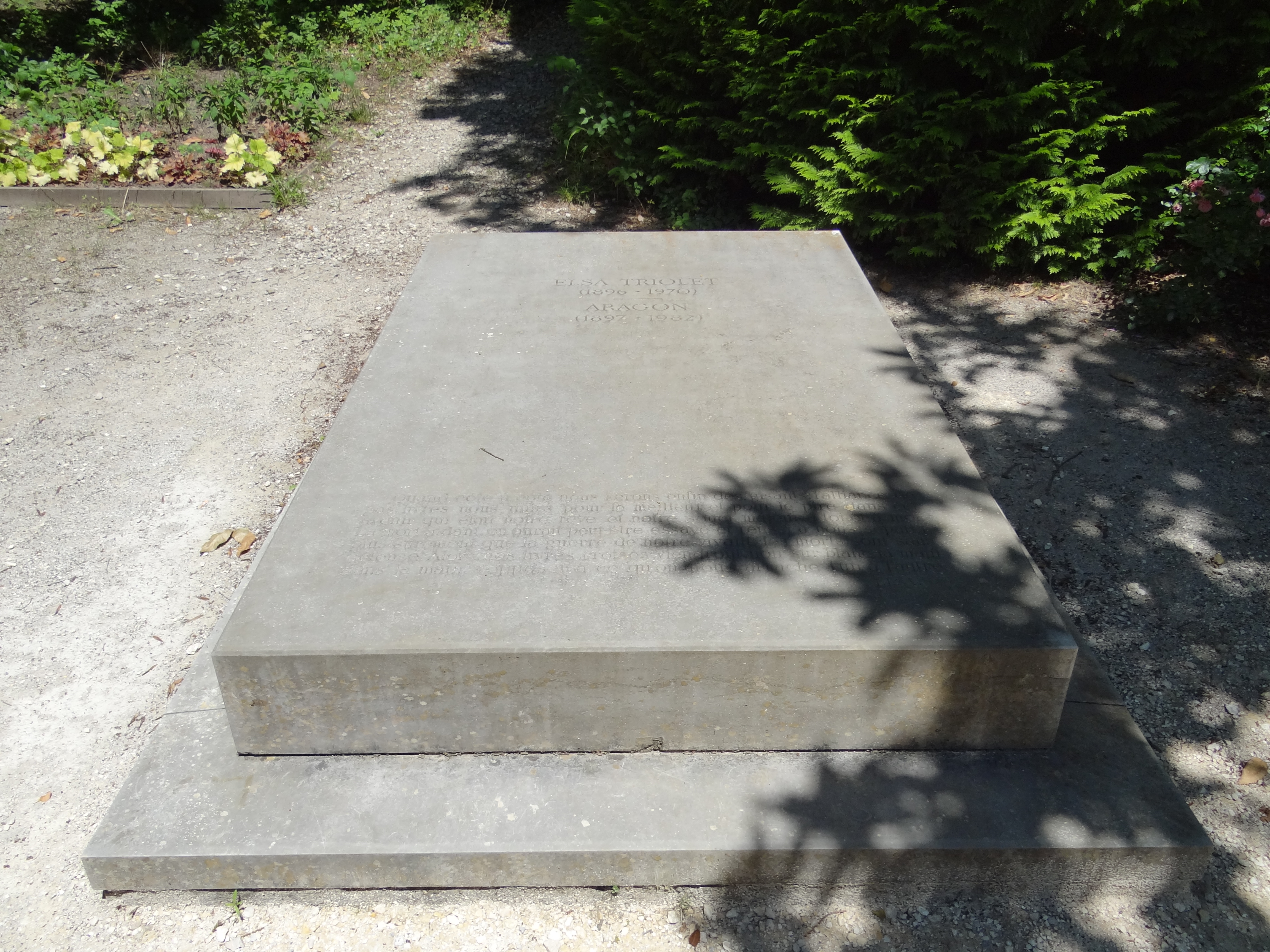
Tombeau d'Elsa Triolet et de Louis Aragon dans le parc du Moulin de Villeneuve à Saint-Arnoult-en-Yvelines.

Elsa Triolet repose aux côtés d’Aragon, dans le parc de six hectares entourant ce vieux moulin. Sur leurs tombes, on peut lire cette phrase d’Elsa Triolet :

« Quand côte à côte nous serons enfin des gisants, l'alliance de nos livres nous unira pour le meilleur et pour le pire, dans cet avenir qui était notre rêve et notre souci majeur à toi et à moi. La mort aidant, on aurait peut-être essayé, et réussi à nous séparer plus sûrement que la guerre de notre vivant, les morts sont sans défense. Alors nos livres croisés viendront, noir sur blanc la main dans la main s'opposer à ce qu'on nous arrache l'un à l'autre. ELSA »

## Distinctions
- Médaille de la Résistance française par décret du 11 mars 1947[20].
- Ordre de l'Insigne d'honneur (URSS)
- Prix Goncourt (1945, au titre de l'année 1944)

## Postérité et hommages

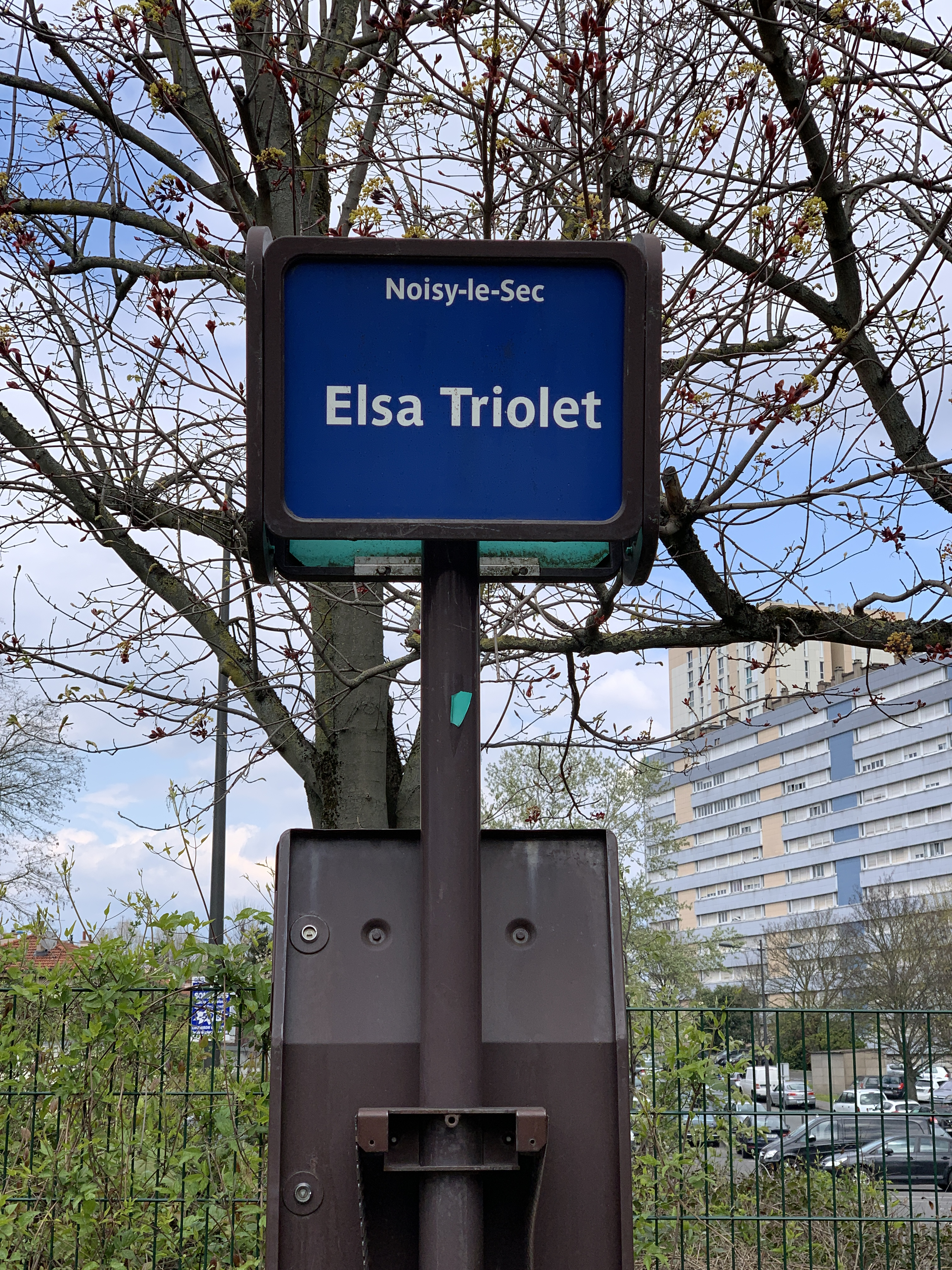
Arrêt de bus Elsa Triolet, rue de Neuilly à Noisy-le-Sec.

De nombreuses villes ont donné le nom d'Elsa Triolet à une de leurs rues, allées, places ou squares, notamment :
- Amiens, Argenteuil, Aubervilliers, Avignon, Brest, Chalon-sur-Saône, Cherbourg, Dijon, Grenoble, La Chapelle-sur-Erdre, Le Mans, Lille, Mâcon, Marseille, Massy, Montbard, Montigny-lès-Cormeilles, Montreuil, Morsang-sur-Orge, Les Mureaux, Nantes, Niort, Noisy-le-Sec, Noisy-le-Grand, Orly, Ozoir-la-Ferrière, Poitiers, Rennes, Rezé, Roquevaire, Saint-Brieuc, Saint-Denis, Saint-Martin-d'Hères, Sallaumines, Seclin, Tours, Trappes, Trith-Saint-Léger, Valenton, Vierzon, Vitry-sur-Seine, etc.

Des collèges et lycées portent son nom, à Paris 13e, Champigny-sur-Marne, Le Mée-sur-Seine, Lucé, Marseille, Saint-Denis, Vénissieux, Varennes-sur-Seine, etc.
Des médiathèques et bibliothèques, à :
- Bobigny, Fleury-Mérogis, Lanester, L'Île-Saint-Denis, Pantin, Pierre-Bénite, Ris-Orangis, Sevran, Villejuif, Villeparisis.

Plusieurs écoles (maternelles ou primaires) sont aussi nommées en son honneur, entre autres à :
- Échirolles, Étampes, Feignies, Frouard, Gardanne, Givors, Grigny, Guesnain, Guyancourt, La Ciotat, Lillebonne, Mitry-Mory, Montceau-les-Mines, Montluçon, Nanterre, Neuville-lès-Dieppe, Roubaix, Rouvroy, Saint-Étienne-au-Mont, Saint-Pierre de La Réunion, Sorgues, Stains, Talant, Toulouse, Tremblay-en-France, Vic-le-Comte, Vitry-en-Artois, etc. ainsi qu'une école de Saint-Donat-sur-l'Herbasse, où elle séjourna avec Aragon durant la guerre.

À sa mort, une tour de la Cité du Coq de Jemappes (entité de Mons) porte son nom, l'autre étant appelée Flora Tristan.
Le 14 juin 2021 La Poste française émet un timbre-poste à son effigie.
Le moulin de Villeneuve, dit maison Elsa Triolet-Aragon, est consacré à la mémoire de l'écrivaine.

## Œuvres

### Romans, nouvelles et essais
- 1925 : (ru) На Таити [« À Tahiti »], traduit en français par Elsa Triolet en 1964.
- 1926 : (ru) Земляничка [« Fraise des bois »]
- 1928 : (ru) Защитный цвет [« Camouflage »], traduit en français par Léon Robel en 1976.
- 1938 : Bonsoir Thérèse, Denoël
- 1939 : Maïakovski, ESI
- 1942 : Monstre 42, Poésie 42 no 2, Seghers
- 1942 : Clair de lune, Poésie 42 no 4, Seghers
- 1942 : Mille regrets
- 1943 : Le Cheval blanc, Denoël
- 1943 : Les Amants d'Avignon. Publié sous le nom de Laurent Daniel, qui était son pseudonyme, en clandestinité, par les Éditions de Minuit
- 1944 : Qui est cet étranger qui n'est pas d'ici ? ou le mythe de la Baronne Mélanie, Éditions Seghers
- 1944 : Le Premier Accroc coûte deux cents francs, Denoël, prix Goncourt en 1944
- 1946 : Personne ne m'aime, La Bibliothèque française [lire en ligne]
- 1947 : Les Fantômes armés, La Bibliothèque française
- 1947 : Dessins animés, avec le concours de Raymond Peynet, Bordas
- 1948 : L'Inspecteur des ruines, Denoël
- 1948 : L'Ecrivain et le livre
- 1953 : Le Cheval roux ou Les Intentions humaines, Éditeurs français réunis (EFR)
- 1954 : L'Histoire d'Anton Tchekhov, préface aux œuvres complètes, EFR
- 1956 : Le Rendez-vous des étrangers, Gallimard, prix de la Fraternité[3],[32]
- 1957 : Le Monument, Gallimard
- 1959 : L'Âge de nylon (1) : Roses à crédit, Gallimard [lire en ligne]
- 1959 : L'Âge de nylon (2) : Luna-Park, Gallimard
- 1961 : Les Manigances, Gallimard
- 1962 : L'Âge de nylon (3) : L'Âme, Gallimard
- 1965 : Le Grand Jamais, Gallimard [lire en ligne]
- 1968 : Écoutez-voir, Gallimard
- 1969 : La Mise en mots, Éditions d'Art Albert Skira
- 1970 : Le Rossignol se tait à l'aube, Gallimard

### Traductions

#### Du français vers le russe
- 1934 : Voyage au bout de la nuit, Céline[33]
- 1937 : Les Cloches de Bâle, Aragon
- 1938 : Les Beaux Quartiers, Aragon

#### Du russe vers le français
- 1936 : La Montagne et les hommes, M. Iline, ESI
- 1950 : La Jeune Fille de Kachine, Ina Konstantinova (en), Éditeurs français réunis (EFR)
- 1952 : Le Portrait, Nicolas Gogol, EFR
- 1954 : Œuvres. Théâtre, Anton Tchékhov, vol 6, EFR
- 1962 : Œuvres. Théâtre, Anton Tchékhov, vol. 19, EFR
- 1963 : Maïakovski. Vers et proses, choisis et traduits par Elsa Triolet et précédés de ses souvenirs sur Maïakovski, EFR [lire en ligne]
- 1965 : La Poésie russe, édition bilingue (direction), Seghers
- 1968 : Capitaine Fédotov, Victor Chklovski, Gallimard
- 1968 : Poèmes, Marina Tsvetaïeva, Gallimard

#### Ouvrages
- Dominique Desanti, Elsa-Aragon : le couple ambigu, Paris, Éditions Belfond, 1994 (réimpr. 1997), 414 p. (ISBN 978-2-7144-3228-5)
- Lilly Marcou, Elsa Triolet : les yeux et la mémoire, Paris, Plon, coll. « Biographique », 1994, 417 p. (ISBN 978-2-259-02650-5, OCLC 32704470)
- Lili Brik et Elsa Triolet, Correspondance : 1921-1970, Paris, Éditions Gallimard, coll. « Hors série Littérature », 4 janvier 2000, 1632 p. (ISBN 978-2-07-072978-4, présentation en ligne)
- Huguette Bouchardeau, Elsa Triolet : écrivain, Paris, Flammarion, coll. « Grandes biographies », 2000, 369 p. (ISBN 978-2-08-067730-3, OCLC 47081549)
- Thomas Stauder, L'identité féminine fragmentée et multiple dans Bonsoir, Thérèse ou Comment lire Elsa Triolet avec l'aide de Jacques Derrida, Elisabeth Lenk et Luce Irigaray, Tübingen, Narr Francke Attempto Verlag GbH + Co. KG, 2010, 26 p. (ISBN 978-3-8233-6563-1, lire en ligne)
- Francesca Maniaci, L'Aventure scripturale d'Elsa Triolet à partir de La Mise en mots (Thèse de Master), Grenoble, Université Stendhal, 2015, 158 p. (lire en ligne)
- Thomas Stauder, Lire Elsa Triolet aujourd'hui : à l'écoute du radar poésie, Reims, EPURE, 2017, 35 p. (ISBN 978-2-37496-044-9, lire en ligne)
- Marianne Delranc-Gaudric, Elsa Triolet, naissance d'une écrivaine, Paris, Éditions L'Harmattan, coll. « Critiques Littéraires », 2020, 368 p. (ISBN 978-2343208831)

#### Articles
- Denise Bourdet, « Elsa Triolet », dans Brèves rencontres, Paris, Grasset, 1963
- Marie-Thérèse Eychart, « Elsa Triolet : éléments de chronologie », dans Les Annales de la Société des Amis de Louis Aragon et Elsa Triolet, n° 1 (1999), p. 229-256  (ISBN 2-84109-204-6)
- Marie-Thérèse Eychart, « Elsa, la célèbre inconnue », L'Humanité (hors série), no 01644,‎ juin 2020, p. 8-11, 15-17, 22-25, 31-33, 37-39 (ISSN 0242-6870).

#### Vidéos
- Elsa Triolet sur ina.fr
- Gregory Monro, Dans les yeux d'Elsa Triolet, Complices films, Institut national de l'audiovisuel, 2022, 01:01:25 (lire en ligne).
- Agnès Varda et Raymond Zanchi, Dim Dam Dom - Édition spéciale : Elsa, Pathé Cinéma, 1966, 00:19:51 (lire en ligne)

#### Sites internet
- Marianne Delranc, notice « Elsa Triolet », Le Maitron en ligne

#### Bases de données et dictionnaires
- Ressources relatives au spectacle :   - Archives suisses des arts de la scène
  - Les Archives du spectacle
- Ressources relatives à la musique :   - Discogs
  - MusicBrainz
- Ressources relatives à l'audiovisuel :   - IMDb
  - Unifrance
- Ressource relative à plusieurs domaines :   - Radio France
- Ressource relative aux militaires :   - Mémoire des hommes
- Ressource relative à la littérature :   - NooSFere
- Ressource relative à la vie publique :   - Maitron
- Ressource relative aux beaux-arts :   - AGORHA
- Notices dans des dictionnaires ou encyclopédies généralistes :   - Brockhaus
  - Den Store Danske Encyklopædi
  - Deutsche Biographie
  - Dictionnaire universel des créatrices
  - Enciclopedia delle donne
  - Enciclopedia italiana
  - Enciclopédia Itaú Cultural
  - Gran Enciclopèdia Catalana
  - Hrvatska Enciklopedija
  - Internetowa encyklopedia PWN
  - Larousse
  - Nationalencyklopedin
  - Store norske leksikon
  - Treccani
  - Universalis
  - Visuotinė lietuvių enciklopedija
- Notices d'autorité :   - VIAF
  - ISNI
  - BnF (données)
  - IdRef
  - LCCN
  - GND
  - Italie
  - Japon
  - CiNii
  - Espagne
  - Pays-Bas
  - Pologne
  - Israël
  - NUKAT
  - Suède
  - Vatican
  - Australie
  - Norvège
  - WorldCat